# Anosov-Diffeomorphismus
In der Mathematik sind Anosov-Diffeomorphismen, benannt nach Dmitri Wiktorowitsch Anossow, ein gut verstandenes Beispiel chaotischer Dynamik. Sie zeigen einerseits alle typischen Effekte chaotischen Verhaltens, sind andererseits aber einer mathematischen Behandlung gut zugänglich.

## Definition
Ein Diffeomorphismus {\displaystyle f\colon M\to M} einer riemannschen Mannigfaltigkeit {\displaystyle M} heißt Anosov-Diffeomorphismus, wenn es eine stetige, {\displaystyle f}-invariante Zerlegung
{\displaystyle TM=E^{s}\oplus E^{u}}
des Tangentialbündels {\displaystyle TM} gibt, so dass {\displaystyle E^{s}} bzw. {\displaystyle E^{u}} durch {\displaystyle Df} gleichmäßig kontrahiert bzw. expandiert werden, d. h., es gibt {\displaystyle 0<\lambda <1,C>0} mit
{\displaystyle \|Df^{m}(v^{s})\|\leq C\lambda ^{m}\|v^{s}\|\quad \forall v^{s}\in E^{s},m\in \mathbb {N} }
{\displaystyle \|Df^{-m}(v^{u})\|\geq C\lambda ^{m}\|v^{u}\|\quad \forall v^{u}\in E^{u},m\in \mathbb {N} }.
Die Unterbündel {\displaystyle E^{s}} und {\displaystyle E^{u}} heißen stabiles und instabiles Bündel.

## Beispiel
Die durch
{\displaystyle F(x,y)=(2x+y,x+y)\mod 1}
oder in Matrixnotation
{\displaystyle F\left({\begin{bmatrix}x\\y\end{bmatrix}}\right)={\begin{bmatrix}2&1\\1&1\end{bmatrix}}{\begin{bmatrix}x\\y\end{bmatrix}}\mod 1={\begin{bmatrix}1&1\\0&1\end{bmatrix}}{\begin{bmatrix}1&0\\1&1\end{bmatrix}}{\begin{bmatrix}x\\y\end{bmatrix}}\mod 1}

Das Bild zeigt, wie die Abbildung mit der Matrix das Einheitsquadrat verformt und wie die Stücke modulo 1 neu arrangiert werden. Die gestrichelten Linien geben die Richtungen maximaler Streckung und Stauchung an, sie entsprechen den Eigenvektoren der Matrix.

definierte Selbstabbildung des Torus {\displaystyle \mathbb {R} ^{2}/\mathbb {Z} ^{2}} ist ein Anosov-Diffeomorphismus: die Matrix {\displaystyle \left({\begin{matrix}2&1\\1&1\end{matrix}}\right)} hat zwei Eigenwerte {\displaystyle \lambda _{1}>1} und {\displaystyle \lambda _{2}<1}, die Eigenvektoren liefern eine Zerlegung
{\displaystyle T_{x}T^{2}=E_{x}^{u}\oplus E_{x}^{s}}
in jedem Punkt {\displaystyle x\in T^{2}}, wobei {\displaystyle E_{x}^{u}} und {\displaystyle E_{x}^{s}} nach der kanonischen Identifizierung
{\displaystyle T_{x}T^{2}\cong \mathbb {R} ^{2}}
den Eigenvektoren zu {\displaystyle \lambda _{1}} und {\displaystyle \lambda _{2}} entsprechen. Die Projektionen der zu den Eigenvektoren parallelen Geraden auf den Torus sind die stabilen und instabilen Mannigfaltigkeiten der Abbildung.

## Existenz
Eine Vermutung von Smale besagt, dass es Anosov-Diffeomorphismen nur auf Mannigfaltigkeiten gibt, die zu einer Infranilmannigfaltigkeit homöomorph sind. Auf Infranilmannigfaltigkeiten {\displaystyle G/\Gamma }
sind Anosov-Diffeomorphismen stets zu affinen (d. h. von einem Homomorphismus {\displaystyle G\to G} induzierten) Abbildungen konjugiert. Es gibt aber Anosov-Diffeomorphismen auf Mannigfaltigkeiten, die zu einer Infranilmannigfaltigkeit nur homöomorph (und nicht diffeomorph) sind.